# Johannes Dohmes
Johannes Dohmes (* 1940) ist ein ehemaliger deutscher Diplomat, der unter anderem Ständiger Vertreter beim Europarat sowie zuletzt Botschafter in Dänemark war.

## Leben
Nach dem Abitur absolvierte Dohmes ein Studium und trat 1965 in den Auswärtigen Dienst ein. Nach Abschluss der Laufbahnprüfung für den höheren Dienst fand er Verwendung an verschiedenen Auslandsvertretungen sowie in der Zentrale des Auswärtigen Amtes in Bonn. Im Laufe seiner Tätigkeiten in der Zentrale des Auswärtigen Amtes war er 1975 als Legationsrat Erster Klasse im Büro der Staatssekretäre tätig sowie unter anderem zuständig für Fragen der europäischen Integration sowie für internationale und europäische Wirtschafts- und Währungspolitik. Zwischenzeitlich war er 1985 an der Botschaft in den USA tätig. Darüber hinaus war er zeitweise auch Kabinettschef in der EG-Kommission und im Europäischen Parlament.
Dohmes war bis 1996 Chef des Protokolls im Auswärtigen Amt und wurde dann von Bernhard von der Planitz abgelöst. Im November 1997 wurde er im Range eines Botschafters Leiter der Ständigen Vertretung beim Europarat in Straßburg.
Im Anschluss erhielt er 2001 als Nachfolger von Johann Dreher seine Akkreditierung als Botschafter in Dänemark. Während dieser Zeit war er am 22. September 2002 Leiter der deutschen Delegation beim Asia-Europe Meeting in Kopenhagen. Die Position als Botschafter in Kopenhagen bekleidete er bis zu seinem Eintritt in den Ruhestand im Juni 2005 und wurde danach von Gerhard Nourney abgelöst, der zuvor Botschafter und Leiter der Aus- und Fortbildungsstätte des Auswärtigen Amtes war.
Von 2011 bis 2017 war Dohmes Vorsitzender der Theodor Wiegand Gesellschaft. Gesellschaft der Freunde des Deutschen Archäologischen Instituts, seither ist er stellvertretender Vorsitzender. Daneben hält Dohmes, der Mitglied des Rotary Club Bonn und des Universitätsclubs der Universität Bonn ist, auch Vorträge über seine langjährigen Erfahrungen im Auswärtigen Dienst wie zum Beispiel vor dem Rotaract Club Bonn im April 2012.
Er ist Mitglied der katholischen Studentenverbindung K.St.V. Suevia Köln im KV.

## Veröffentlichungen
- Deutschland und der Europarat. In: Europäische Integration, Modernisierung des Staates. Deutsche. Hochschule für Verwaltungswissenschaften, Speyer 1999, S. 15–21.
- Die Bedeutung des Europarats für Deutschland. In: Uwe Holtz (Hrsg.): 50 Jahre Europarat. Nomos, Baden-Baden 2000, S. 185–197 (Digitalisat, S. 375 Kurzbiografie).